# Arthrocnemum macrostachyum
Arthrocnemum macrostachyum är en amarantväxtart som först beskrevs av Stefano Moricand, och fick sitt nu gällande namn av Karl Heinrich Koch. Arthrocnemum macrostachyum ingår i släktet Arthrocnemum och familjen amarantväxter. Inga underarter finns listade i Catalogue of Life.

## Bildgalleri

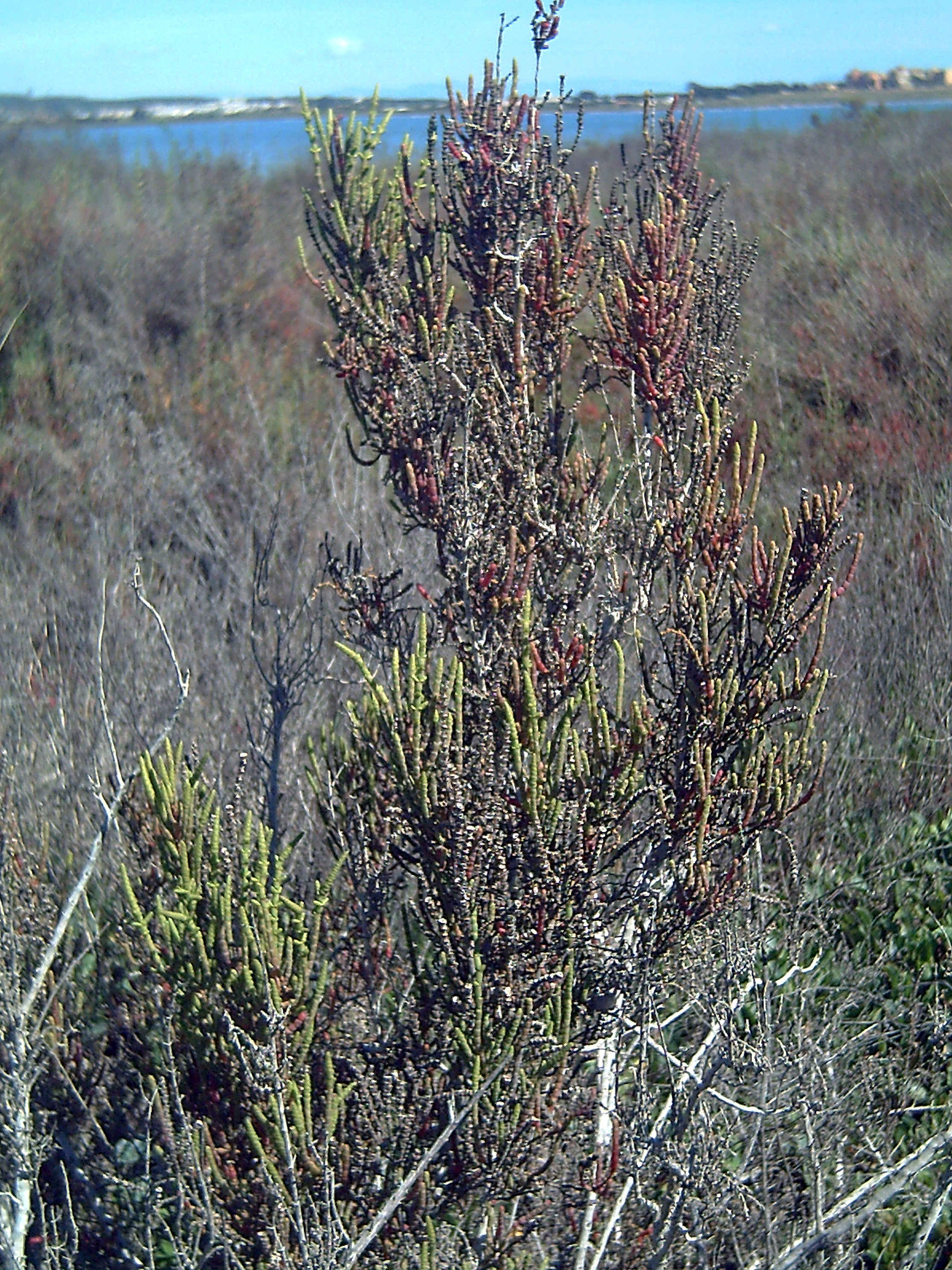
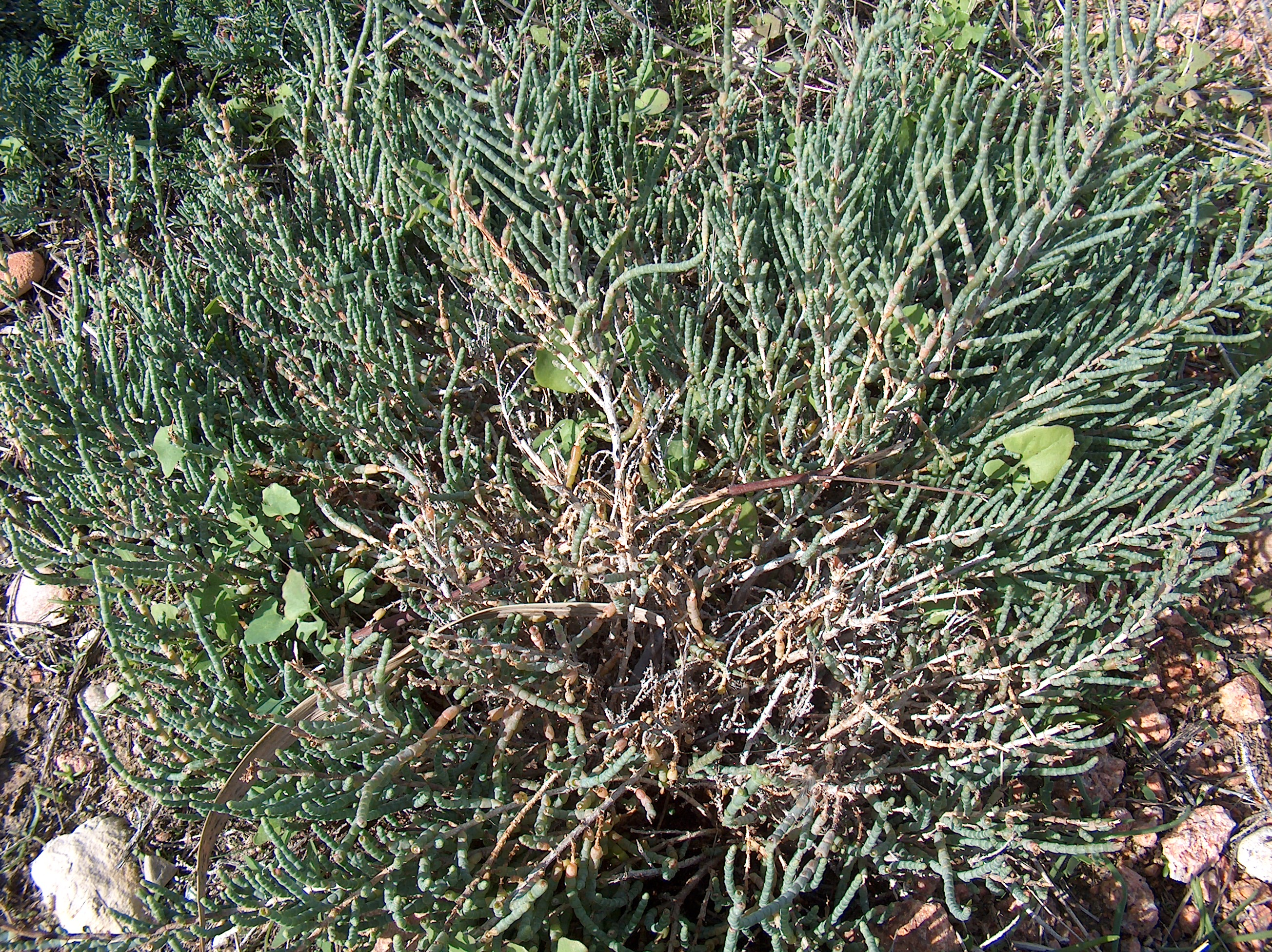
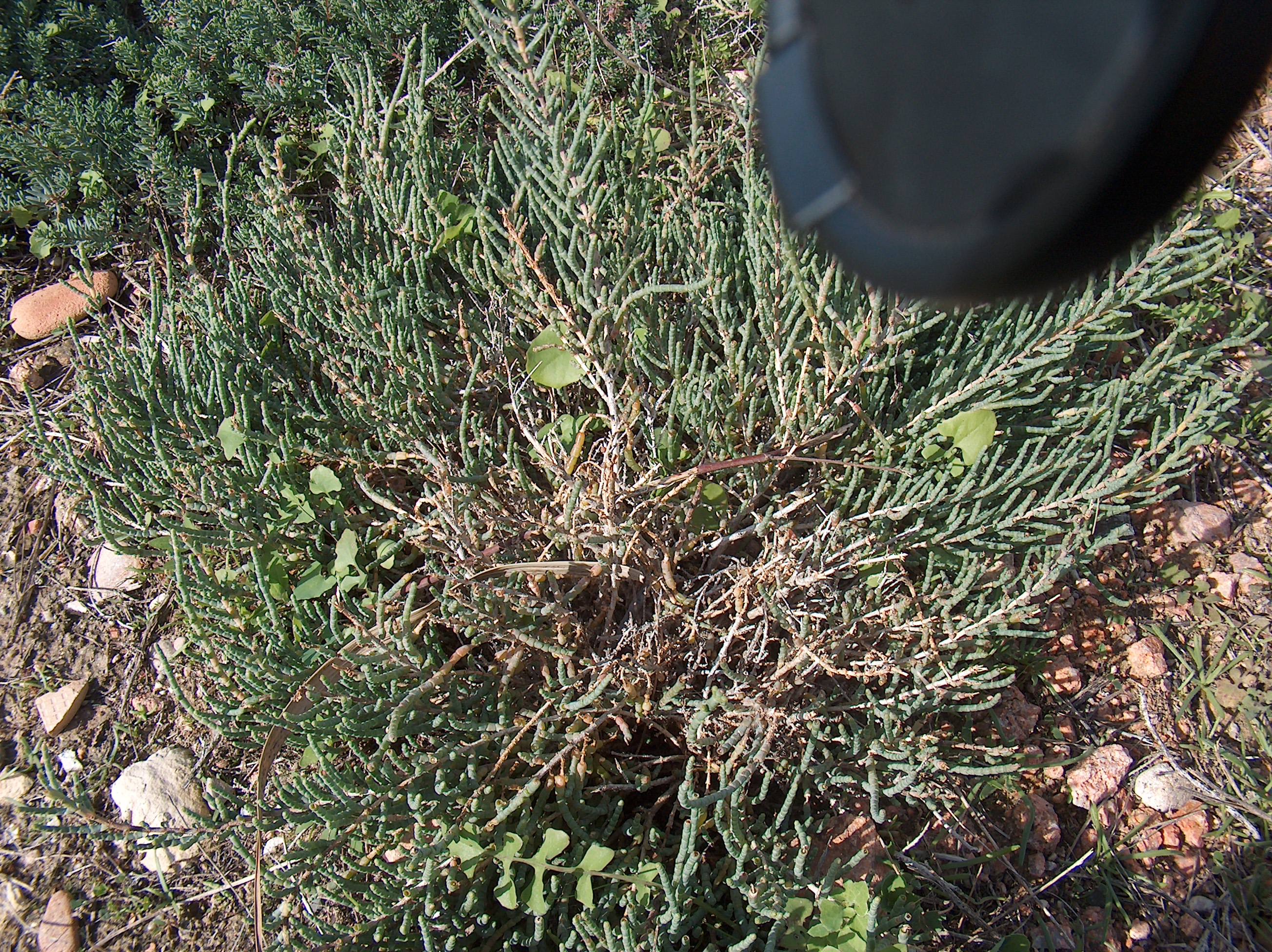
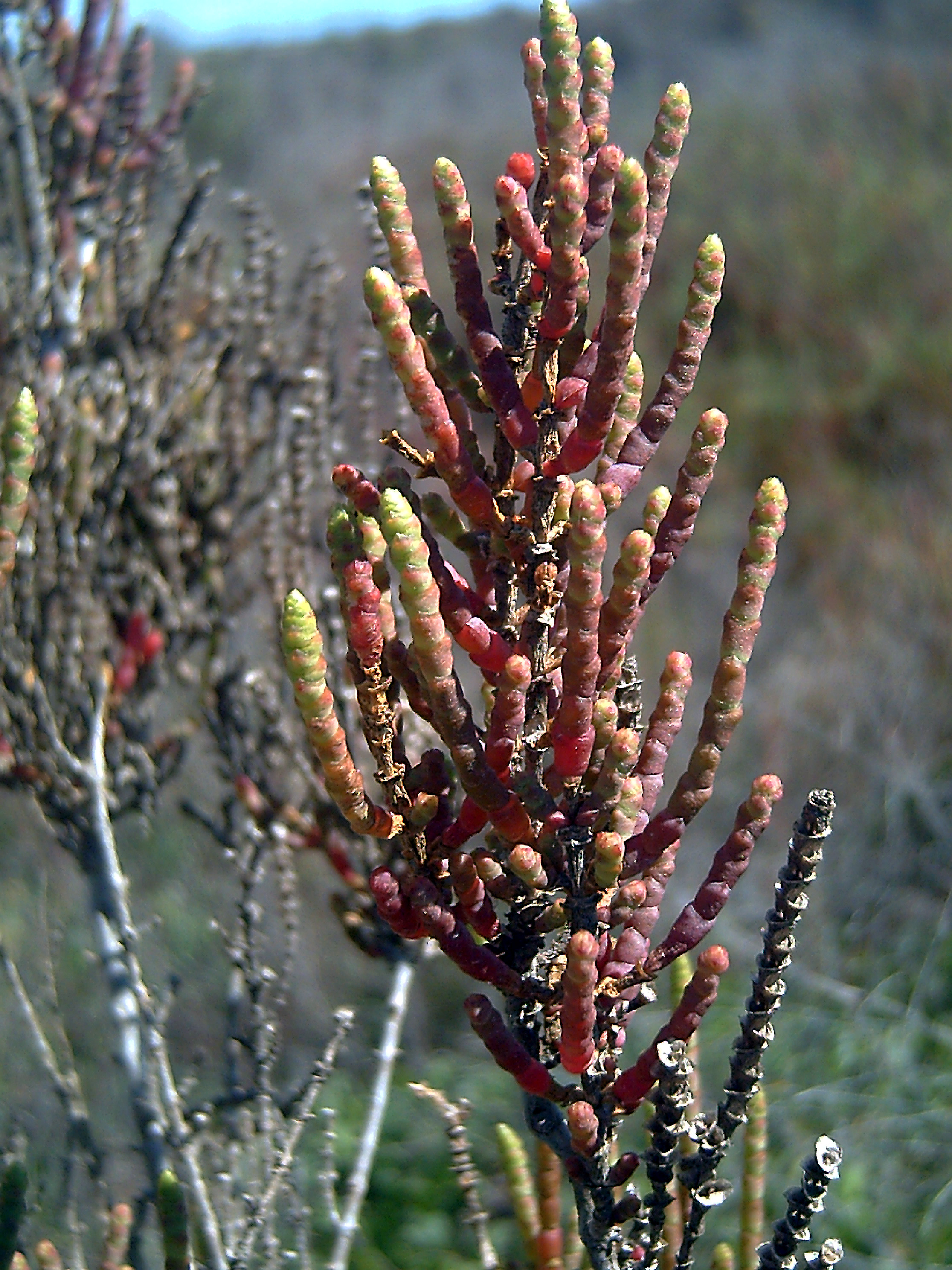
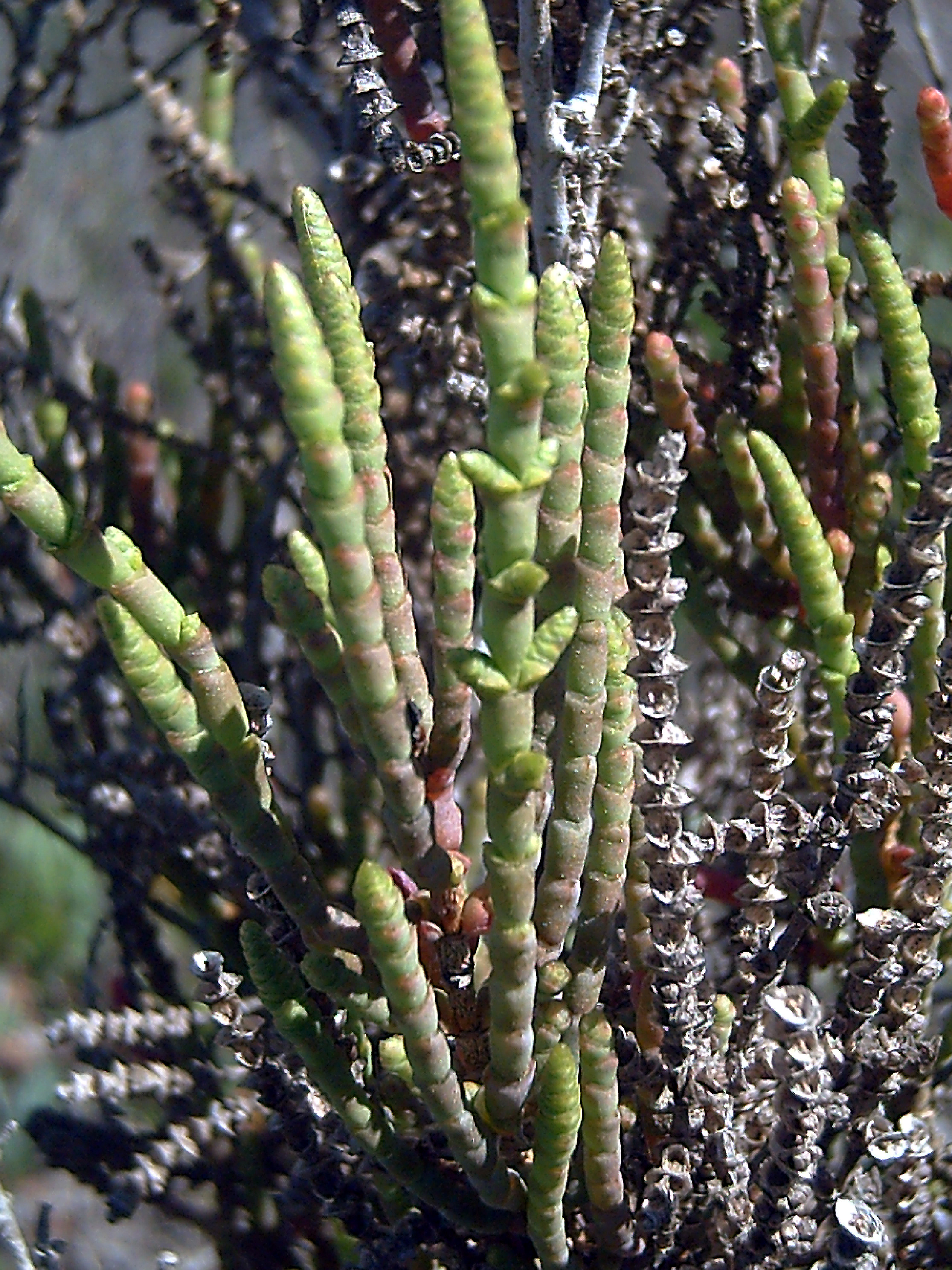